# مايكل هانتر (ملاكم)
مايكل هانتر (بالإنجليزية: Michael Hunter)‏ مواليد 5 مايو 1978 في إنجلترا، هو ملاكم إنجليزي يصنف ضمن فئة وزن الديك.

## إحصائيات
خاض خلال مسيرته 33 نزالا، فاز في 30 وتعادل في 1 وخسر في 2. فاز بالضربة القاضية في 12 نزالا.

## روابط خارجية
- مايكل هانتر على موقع بوكس ريك (الإنجليزية) (registration required)